# Fundación Friedrich Naumann para la Libertad
La Fundación Friedrich Naumann para la Libertad (en alemán: Friedrich-Naumann-Stiftung für die Freiheit) es una organización sin ánimo de lucro originaria de Alemania y asociada al liberal Partido Democrático Libre (FDP).

## Historia

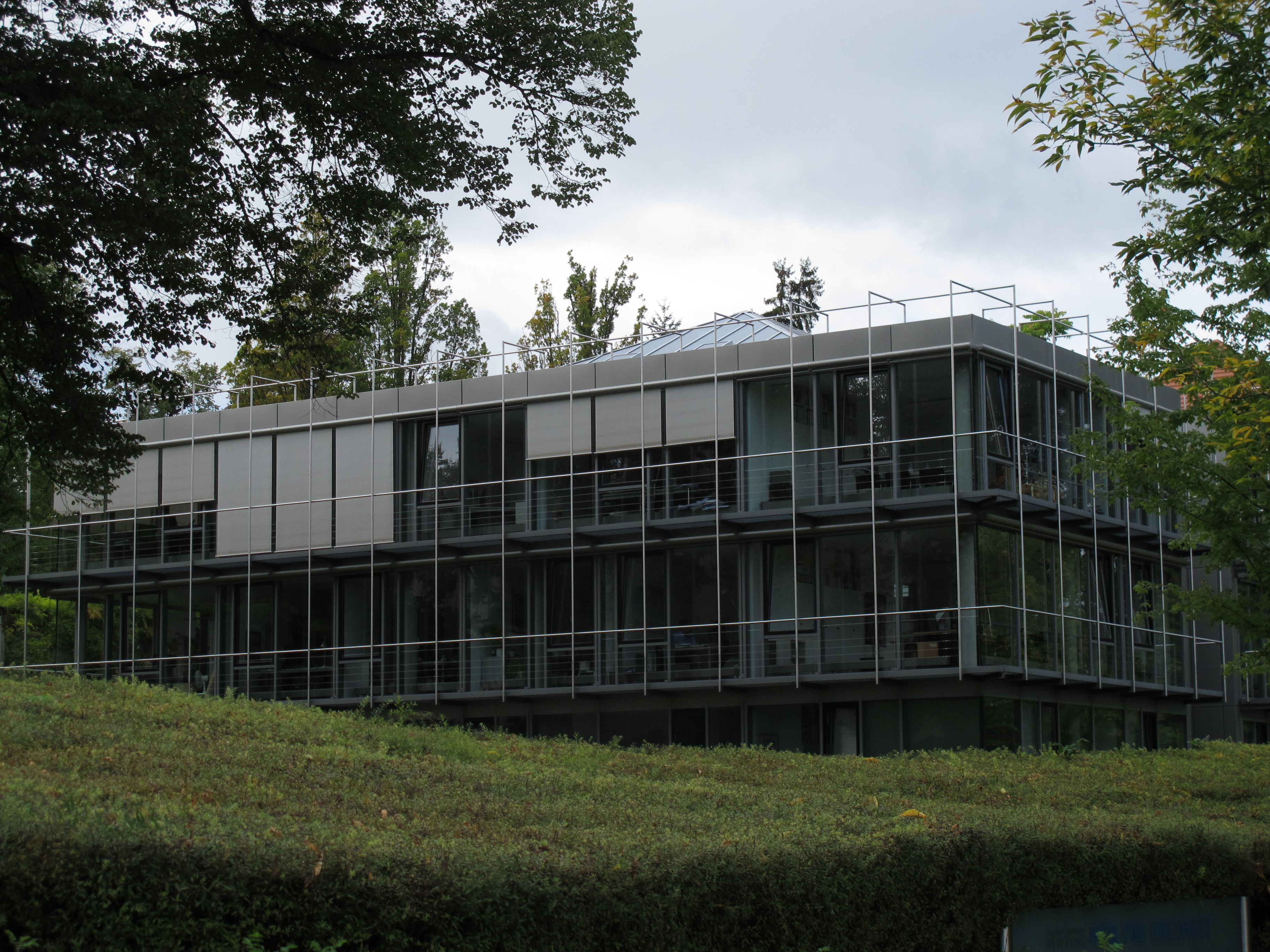
Sede de la fundación, en Potsdam.

La Friedrich-Naumann-Stiftung fue creada en 1958 por Theodor Heuss del Partido Democrático Libre (Freie Demokratische Partei, FDP) en memoria de Friedrich Naumann. Es la tercera más grande y más antigua de las fundaciones políticas alemanas[cita requerida], después de la Fundación Friedrich Ebert y de la Fundación Konrad Adenauer. Tiene su sede en Potsdam. Su objetivo es la promoción de la ideología del liberalismo a nivel internacional, fomentando la liberalización económica. 
Internacionalmente suele trabajar con las organizaciones miembros de la Internacional Liberal. A nivel de América Latina sus principales contrapartes son diversas instituciones agrupadas en RELIAL, asociación que incluye think tanks, organizaciones, y partidos políticos relacionados al liberalismo clásico.